# Lachse

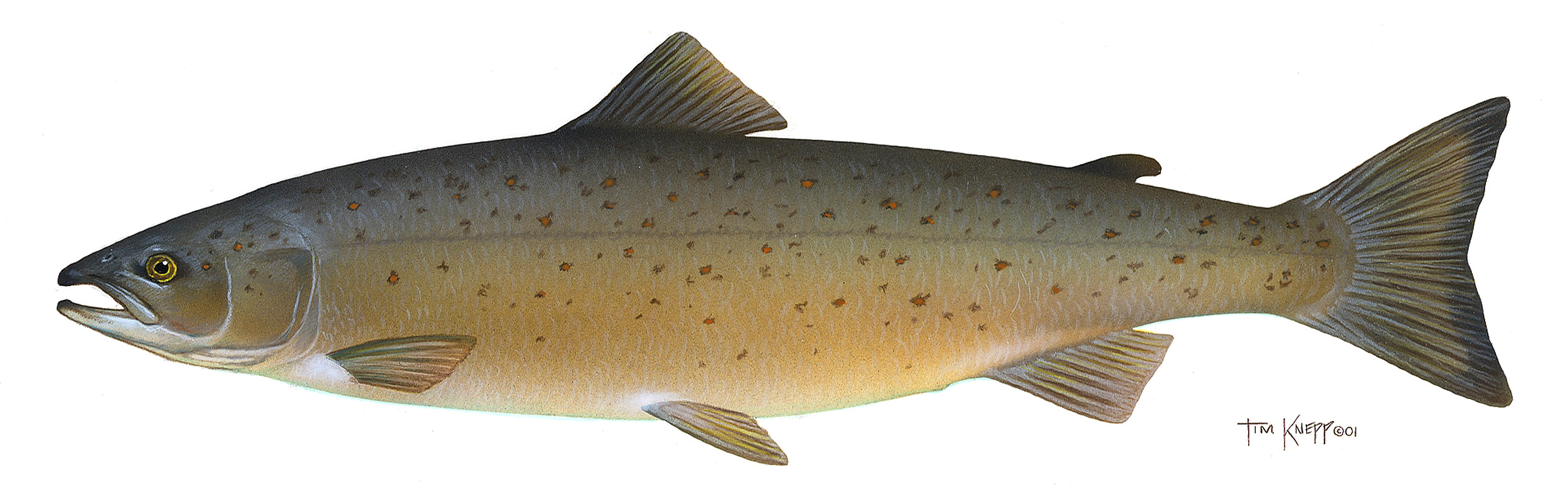
Atlantischer Lachs (Profil, Grafik)

Lachse (oder veraltet Salm, vom lateinischen Wort salmo) sind verschiedene mittelgroße Fische der beiden Gattungen Salmo (Atlantischer Lachs, Meerforelle und Forelle) und Oncorhynchus (Pazifische Lachse und verschiedene pazifische Forellen) aus der insgesamt sechs Gattungen umfassenden Unterfamilie Salmoninae der Familie der Lachsfische bzw. Forellenfische (Salmonidae) innerhalb der Ordnung der Lachsartigen. Die oftmals in eine dritte Gattung namens Salmothymus gruppierte und Salmothymus obrusirostris genannte Adria-Forelle wird jedoch heute als eine Art der Gattung Salmo betrachtet und als Salmo obtusirostris bezeichnet, die Gattungsbezeichnung namens Salmothymus ist somit ein Junior Synonym, das derzeit nicht mehr verwendet wird. Neben den Salmoninae zählen auch die Unterfamilien der Thymallinae und der Coregoninae zu den Lachsfischen (Salmonidae).
Die Arten der beiden Gattungen sind entweder reine Süßwasserfische bzw. „stationäre Fische“, wie die Bachforelle (Salmo trutta fario) und die Seeforelle (Salmo trutta lacustris), die als Leitfisch in der sog. Forellenregion meist am Oberlauf bis zum Mittellauf von Fluss- und Bachläufen lebt und dort auch laicht, oder Wanderfische, wie der Atlantische Lachs (Salmo salar), die Pazifischen Lachse (Oncorhynchus spp.) sowie die Meerforelle (Salmo trutta trutta), die im Meer aufwachsen und zum Ablaichen die Flüsse emporschwimmen und sich in Bächen in deren Oberläufen paaren und dort ihren Laich absetzen. Hierbei überwinden sie beim Hochschwimmen zu ihren Laichplätzen im Oberlauf der Flüsse auch Hindernisse wie niedrigere Wasserfälle und Wehre, u. U. auch über Fischwege und müssen sich bei ihrer Wanderung vom Salz- zum Süßwasser auch physiologisch an die unterschiedlichen Salzkonzentrationen anpassen. Entsprechende Umstellungsprozesse – also Veränderungen oder hier genauer Umgewöhnungen sowie auch Anpassungen, im englischen Sprachgebrauch smoltification (zudem entlehnt auch „[die] Smoltifikation“ geschrieben und weiter entlehnt „[die] Smoltifizierung“) genannt – sind auch für die Jungfische notwendig, wenn sie das Süßwasser verlassen und ins Meer wandern. Dabei ist die Osmoregulation ein entscheidender Faktor.
Während der Laichwanderungen in jene Gewässer, in denen sie selbst zur Welt gekommen sind, folgen sie ihrem Geruchssinn und ihrem Gedächtnis an den Geruch der Heimatgewässer. Diese Reise machen viele Arten jedoch nur einmal im Leben. Hierbei verändern sich die Körper der Lachse und sie nehmen kaum noch oder gar keine Nahrung mehr auf, so dass sie bei der Ankunft an den Laichplätzen meist vollkommen entkräftet sind und etwa 40 % ihres Körpergewichts verloren haben. Die meisten Pazifischen Lachse (Oncorhynchus spp.) sind nach der Fortpflanzung völlig entkräftet und verenden in den Laichgewässern. Dieser „Fortpflanzungstod“ wird zusätzlich durch den extremen Anstieg des Cortisolspiegels begünstigt, so dass nur etwa 5 Prozent der Pazifischen Lachse überleben und erneut auf Laichwanderung gehen. Im Gegensatz zu Mitgliedern der Gattung Oncorhynchus überlebt ein geringer Teil der Atlantischen Lachse (Salmo salar) und der Großteil der Meerforellen (Salmo trutta trutta) der Gattung Salmo. Einige Populationen des Atlantischen Lachs wandern hingegen nur in große Seen bzw. Binnengewässer und verbringen ihr gesamtes restliches Leben im Süßwasser.

## Namensbezeichnungen und übliche Handelsnamen
Als Handelsnamen ist auch die Bezeichnung „Lachsforelle“ für vier Forellenarten üblich: die Bachforelle (Salmo trutta fario), die Seeforelle (Salmo trutta lacustris), die Meerforelle (Salmo trutta trutta) sowie die Regenbogenforelle (Oncorhynchus mykiss).
Als Lachsersatz wurden die zu den Dorschen zählenden Köhler und der Pazifische Pollack von der Lebensmittelindustrie zumeist in Fischstäbchen oder eingefärbt als „Lachsbelag“ auf Lachsbrötchen verwendet; daher werden diese Fischarten im Handel sowie in der Gastronomie aus verkaufsfördernden Gründen fast ausschließlich unter ihren zugelassenen Handelsnamen verkauft und angeboten: der Köhler als „Seelachs“ und der Pazifische Pollack als „Alaska-Seelachs“ und damit fälschlich mit der Familie der Salmonidae („Forellenfische“, „Lachsfische“) assoziiert.
Der fälschlicherweise auch als „Rotforelle“ bekannte Seesaibling (Salvelinus umbla) wird oft verkaufsfördernd als „Alpenlachs“ vermarktet.
Die fälschlich als Lachsbarsche bezeichnete Fischart erinnerte die ersten europäischen Siedler an die in Europa vorkommenden Lachse (daher ihre Namensgebung) sind jedoch Barschverwandte und ebenfalls keine Salmonidae.

## Arten
Bei der Listung der Arten der Lachse innerhalb der beiden Gattungen werden ergänzend die ebenfalls zugehörigen allgemein als Forellen bezeichneten Fischarten erwähnt, ohne diese jedoch mit in die Listung aufzunehmen, da sie im Allgemeinen Verständnis und Sprachgebrauch nicht als „Lachse“ betrachtet werden.
Gattung Salmo (im Atlantik sowie in Europa und an der Ostküste Nordamerikas; inkl. zwei Forellen-Linien; zwei auf dem Balkan vorkommende Arten – die Adria-Forelle (Salmo obtusirostris) und die Ohridforelle (Salmo ohridanus) sowie die Atlantische Forelle (Salmo trutta) mit ihren Unterarten Bachforelle, Meerforelle und Seeforelle.)
- Atlantischer Lachs (auch: Europäischer Lachs; Art: Salmo salar)

Gattung Oncorhynchus (im Pazifikraum zwischen Ostasien und der Westküste Nordamerikas; inkl. mehrerer „pazifische Forellen“-Arten wie der Cutthroat-Forelle (Oncorhynchus clarki) und der Regenbogenforelle (Oncorhynchus mykiss) mit ihrer anadrome Wanderform namens Steelheadforelle.)
- Pazifische Lachse (Oncorhynchus spp.)
  - Königslachs (in Nordamerika: Chinook salmon bzw. king salmon, größte Art unter den Pazifischen Lachsen; die im Englischen üblichen Bezeichnungen “Chinook”, “King” bzw. “Tyee salmon” verweist auf die einzigartige Stellung des Lachses als Nahrungsgrundlage sowie bzgl. Religion und Kultur der Chinook-Völker sowie der Nuu-chah-nulth, die mit Tyee Ha’wiih ihre führenden Erbhäuptlinge bezeichneten; Art: Oncorhynchus tshawytscha, der wissenschaftliche Name leitet sich aus dem Russischen chavycha (чавыча) ab.)
  - Buckellachs (in Nordamerika: Pink salmon bzw. humpback salmon oder humpy salmon; Art: Oncorhynchus gorbuscha, der wissenschaftliche Name leitet sich aus dem Russischen gorbúša (горбуша) – „bucklig“ ab.)
  - Ketalachs (in Nordamerika: Chum salmon oder Dog salmon (deutsch auch Hundslachs); Art: Oncorhynchus keta, der wissenschaftliche Name leitet sich aus dem Russischen Кета́/Keta ab.)
  - Rotlachs (in Nordamerika: Sockeye salmon, red salmon bzw. blueback salmon, die nicht an Laichwanderungen teilnehmende Rotlachs-Art wird als kokanee salmon bezeichnet; Art: Oncorhynchus nerka, der wissenschaftliche Name leitet sich aus dem Russischen von Nerka ab.)
  - Silberlachs (in Nordamerika meist: Coho salmon, Art: Oncorhynchus kisutch, der wissenschaftliche Name leitet sich aus dem Russischen von kizhuch (кижуч) ab.)
  - Masu-Lachs (auch: Kirschlachs, beide Bezeichnungen stammen aus dem Japanischen masu („Forelle“) bzw. sakura masu („Kirschforelle“); Art: Oncorhynchus masou)

Zum Verzehr dienende Lachse kommen verbreitet aus norwegischer oder chilenischer Aquakultur oder als Wildfang aus Alaska.

## Systematik
Die zwei weiteren Unterfamilien der Familie der Salmonidae (Lachs-bzw. Forellenfische) sind die
- Coregoninae (Renken, Maränen, Felchen und Verwandte, im Englischen freshwater whitefish genannt, bestehend aus drei Gattungen: Coregonus (im Englischen: true whitefish und Cisco), die Prosopium (im Englischen: round whitefish, pygmy whitefish und mountain whitefish) und die Stenodus (Weißlachs, im Englischen: sheefish/siifish, inconnu/connie oder whitefish), diese Fische kommen als Wanderfische in fließenden Gewässern und brackigen Küstenabschnitten und stationäre Formen in Süßgewässern im Norden Nordamerikas, in Nord- und Mitteleuropa und in Nordasien vor.)
- Thymallinae (bezugnehmend auf den charakteristischen, thymianartigen Geruch ihres Fleisches, in Nordamerika Grayling genannt, umfasst ca. 14 Arten von Äschen, hierunter die Europäische Äsche (Thymallus thymallus) und die Arktische Äsche (Thymallus arctica), diese Fischart bevorzugt die kalten Gewässer der Nearktis und Nordeuropas sowie Eurasiens bis östlich des Urals. Einige Arten haben mehr lokalisierte Verbreitungsgebiete in Nordasien.)

Die Coregoninae werden in den meisten Systematiken als Unterfamilie der Lachsfische (Salmonidae) klassifiziert, in neueren Veröffentlichungen teilweise auch als eigenständige Familie innerhalb der Lachsartigen (Salmoniformes).
Das folgende Kladogramm zeigt die systematische Stellung der Unterfamilien innerhalb der Lachsartige (Salmoniformes):
|  | Coregoninae                                                |
|  |                                                            |
|  | \| \| Salmoninae \| \| \| \| \| \| Thymallinae \| \| \| \| |
|  |                                                            |
|  | Salmoninae                                                 |
|  |                                                            |
|  | Thymallinae                                                |
|  |                                                            |

|  | Salmoninae  |
|  |             |
|  | Thymallinae |
|  |             |

Die beiden Gattungen Oncorhynchus und Salmo werden als Teil der Unterfamilie der Salmoninae innerhalb der Familie der Salmonidae gewertet. Die Unterfamilie der Salmoninae umfasst neben diesen beiden zudem auch die vier Gattungen Salvelinus, Parahucho, Hucho und Brachymystax. Die verwandtschaftlichen Beziehungen der einzelnen Gattungen innerhalb der Salmoninae sind noch keineswegs vollständig geklärt. Das nebenstehende Kladogramm zeigt das Ergebnis molekulargenetischer Untersuchungen an 42 Arten der Salmoninae.
Das folgende Kladogramm zeigt die systematische Stellung der beiden Gattungen Oncorhynchus und Salmo innerhalb der Salmoninae nach Lecaudey et al., 2018.
Das Kladogramm weist Oncorhynchus als Schwesterngattung von Salvelinus aus (Klade 1), Salmo als Schwesterngattung von Parahucho (Klade 2) und Hucho als Schwesterngattung von Brachymystax (Klade 3) aus; somit bilden beide genannten Gattungen jeweils eine voneinander unterschiedliche gemeinsame Klade, die Klade 1 und die Klade 2.
|  | Oncorhynchus |
|  |              |
|  | Salvelinus   |
|  |              |

|  | Parahucho |
|  |           |
|  | Salmo     |
|  |           |

|  | Oncorhynchus |
|  |              |
|  | Salvelinus   |
|  |              |

|  | Parahucho |
|  |           |
|  | Salmo     |
|  |           |

|  | Hucho        |
|  |              |
|  | Brachymystax |
|  |              |

|  | Oncorhynchus |
|  |              |
|  | Salvelinus   |
|  |              |

|  | Parahucho |
|  |           |
|  | Salmo     |
|  |           |

|  | Oncorhynchus |
|  |              |
|  | Salvelinus   |
|  |              |

|  | Parahucho |
|  |           |
|  | Salmo     |
|  |           |

|  | Hucho        |
|  |              |
|  | Brachymystax |
|  |              |

So zählt der Huchen (auch: Donaulachs genannt; Art: Hucho hucho) zwar ebenfalls zur Unterfamilie „Salmoninae“, zählt jedoch zur Gattung Hucho und bildet zusammen mit der Gattung Brachymystax die Klade 3 und ist somit von den meist als „Lachse“ bezeichneten Fischarten (Klade 1 und Klade 2) zu unterscheiden. Der im Deutschen als Weißlachs (Art: Stenodus leucichthys) bekannte Fisch gehört hingegen zur Gattung Stenodus der Unterfamilie Coregoninae (Renken, Maränen, Felchen und Verwandten) und nicht zur Unterfamilie der „Salmoninae“.
Zudem sind manche Arten der Gattung Salvelinus bzw. Saiblinge unter ihren Trivialnamen verschiedentlich als „Forelle“ bekannt, obwohl diese nicht zu den Gattungen Salmo bzw. Oncorhynchus zählen; so der Seesaibling (Salvelinus alpinus) als „Rotforelle“, der Amerikanische Seesaibling (Salvelinus namaycush) als „Amerikanische Seeforelle“, die „Stierforelle“ (Salvelinus confluentus) und die „Dolly-Varden-Forelle“ (Salvelinus malma).

## Geschichte
Lachse werden schon bei Plinius dem Älteren erwähnt. Auch in Europa gab es viele Lachsschwärme in den Flüssen. Besonders der Rhein galt als Fluss mit zahlreichen Lachsfischen, bis zum Beginn des 20. Jahrhunderts durchschwammen das Gewässer noch mehrere Hunderttausend Wildlachse. Als die Industrie sich im 19. Jahrhundert an den Ufern ansiedelte, Wasserkraftwerke die Flüsse versperrten und die Wasserqualität sich durch starke Verschmutzung immer mehr verschlechterte, verschwanden die Lachse allmählich.

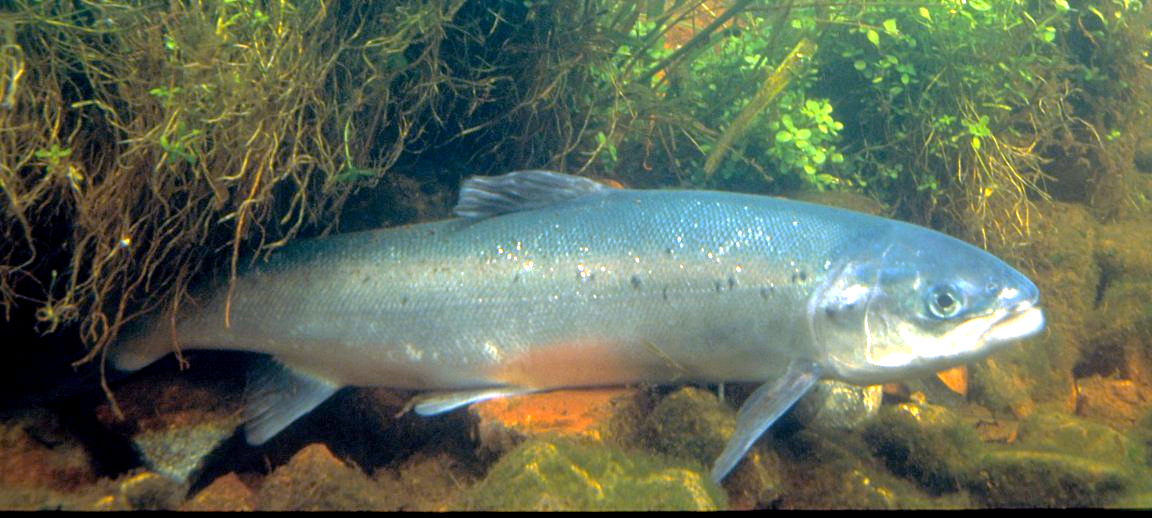
Atlantischer Lachs

In Alaska und Kanada wurde der Bestand der pazifischen Lachse ab etwa 1900 durch Überfischung mittels Fallen, die ganze Flüsse sperrten, sowie durch Wasserkraftanlagen stark dezimiert. Ein großer Laichplatz im Pazifischen Nordwesten ist der Columbia River in Oregon und Washington.
Heute sind an vielen Stauwehren Fischtreppen für Lachse angebracht und es darf nur noch kontrolliert gefischt werden. Eine Reaktion auf diese Beschränkung ist die Gründung von Lachsfarmen (siehe auch Aquakultur), die aber eine problematische Verschmutzung des genutzten Meerwassers verursachen.
Im Juni 2024 wurde bekannt, dass Norwegen wegen des starken Rückgangs der Lachsbestände ein Fangstopp auf unbestimmte Zeit für Lachse in 33 Flüssen und an Teilen der Küste einführt.

### Deutschland
Der Lachs starb in Deutschland in den 1950er Jahren aus. Durch die Aktion Lachs 2000 gelang 1983 am Oberrhein eine erfolgreiche Wiederansiedlung, die 1997 durch die erste Rückkehr eingesetzter Junglachse gekrönt wurde. Der Lachsfang am Oberrhein wurde und wird mit einem Fischergalgen betrieben.
Seit 1994 läuft auch in der Elbe ein Wiederansiedlungsprogramm („Elbelachs 2000“), die ersten zum Laichen in den Oberlauf zurückkehrenden Fische konnten dort 1998 festgestellt werden. Im Rahmen des Projekts „Lachs2020“ wird zudem seit einigen Jahren versucht, den Wildlachs wieder im vormals lachsreichen Rhein heimisch zu machen – und hier einen geeigneten Lebensraum für den Lachs zu schaffen. Trotz anhaltender menschlicher Bemühungen gestaltet sich der Versuch jedoch als schwierig.

### Schweiz
In der Schweiz verschwanden die früher zahlreichen Lachse in den 1960er Jahren aus den Flüssen. Als Folge der erfolgreichen Wiederansiedlung des Lachses am Rhein wird auch in der Schweiz die Rückkehr der Lachse erwartet. Im Oktober 2008 wurde in Basel erstmals wieder in der Schweiz ein Lachs gefangen. Im Mai 2012 wurde ein Fang aus Rheinfelden gemeldet. Der Weg des gesichteten Lachs führte vermutlich durch zahlreiche Schleusen, denn noch immer gibt es Laufwasserkraftwerke, welche die Wanderung der Lachse verhindern. Im Juni 2012 wurde ein weiteres Exemplar in Rheinfelden gesichtet.

## Ökologische Bedeutung
Durch ihre regelmäßigen Wanderungen zu den Laichgründen in den Flüssen stellen sie eine verlässliche Nahrungsgrundlage für über 200 Tierarten dar. Auch die Wälder von Alaska sind auf diesen Fisch angewiesen: Etwa 80 % ihrer Stickstoffversorgung stammt von den ausgewachsenen und nach dem Ablaichen in ihren Gewässern verendeten Lachsen (und damit aus dem Meer).

## Zucht
Die Zucht von Lachsen erfolgt angesichts der engen Verwandtschaft im Wesentlichen nach den gleichen Methoden wie die Zucht von Forellen. Laichreife Elterntiere werden gestreift, die so gewonnenen Geschlechtsprodukte sorgfältig gemischt und die befruchteten Eier in Zugergläsern oder Schlupfbecken mit fließendem Süßwasser gehalten. Die Brütlinge werden mit Trockenfutter aufgezogen und in Becken oder Teichen gehalten bis zu dem Alter, in dem sie sich auf das Leben im Meerwasser umstellen. Danach werden die Fische meist in Netzgehegen in Fjorden oder vor der Küste gehalten und weiter mit Trockenfutter bis zur Schlachtreife gemästet.
Norwegen ist der größte Produzent von Zuchtlachs, gefolgt von Chile. Die Lachszucht stößt aber auch auf heftige Kritik. Zum einen wird Wildfisch gefangen und an Zuchtlachs verfüttert, zum anderen gelingt es Lachsen immer wieder, aus den Netzgehegen auszubrechen. Sie konkurrieren dann mit den Wildlachsen und verdrängen diese, vor allem wandern sie aber nicht in ihre Laichgebiete, so dass sich die von ihnen durchwanderten Flüsse und die dortigen Biotope bei Ausbleiben der Lachse völlig verändern. So sind etwa die Bären British Columbias auf die Lachszüge angewiesen, genauso wie die Kulturen der indianischen Küstenbewohner ohne Lachs nicht denkbar sind. Des Weiteren verfangen sich Seelöwen und andere Räuber immer wieder in den Netzen und ersticken. In Chile, das auf der Südhalbkugel liegt, wo Lachse überhaupt nicht heimisch sind, verlieren sie aufgrund des umgekehrten Sonnenlaufs ihren Orientierungssinn und finden nicht ins Süßwasser zurück.
Zuchtlachse sind auch sehr anfällig für Krankheiten und Parasiten, wie die Lachslaus. Ein Grund für die Anfälligkeit sind die vielen Exkremente der Lachse, welche das Wasser und den Meeresboden belasten. Aufgrund dessen müssen immer wieder Antibiotika eingesetzt werden.

## Gentechnisch veränderte Lachse
Als erstes gentechnisch verändertes Tier, das zum menschlichen Verzehr bestimmt ist, sind 2017 4,5 Tonnen transgener Atlantischer Lachs in Kanada verkauft worden. Die gv-Lachse mit dem Markennamen AquAdvantage verfügen über ein Gen für ein Wachstumshormon aus einer anderen Lachsart (Königslachs) und ein weiteres Gen aus der an kalte Meeresregionen angepassten Fischart Zoarces americanus. Durch diese zwei Gene produzieren die gv-Lachse mehr Wachstumshormone. Anstatt nach drei Jahren wird die Schlachtreife nach 16 bis 18 Monaten erreicht. Der Antrag wurde 1995 in den USA gestellt und die von der FDA geforderten Sicherheitstests wurden absolviert (gv-Lachse sind laut FDA genauso sicher wie andere Lachse). Unter anderem musste sichergestellt werden, dass die gentechnischen Veränderungen stabil bleiben und keine negativen Auswirkungen auf die Tiergesundheit haben. Alle Tiere seien zudem weiblich und steril und sollen in abgeschlossenen Tanks gehalten werden, so dass eine unerwünschte Auskreuzung nicht möglich ist.
Die US-amerikanische Food and Drug Administration (FDA) hat am 19. November 2015 somit erstmals ein genverändertes Tier als Lebensmittel zugelassen. Der Speisefisch mit dem Namen AquAdvantage Salmon wird von der US-Firma AquaBounty Technologies gezüchtet. Der transgene Lachs ist binnen 16 bis 18 Monaten ausgewachsen. Ohne Genveränderung dauert dies beim atlantischen Lachs 30 Monate. Das US-Unternehmen betreibt Aufzuchtstationen in Kanada und Panama.

## Küche

### Lachs als Nahrung

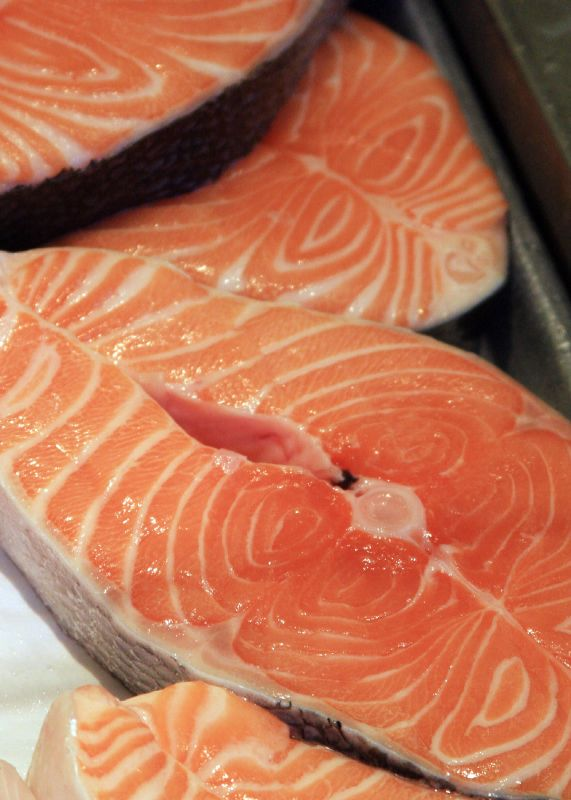
Küchenfertiger Lachs, als Steak geschnitten

Lachs gehört heute zu den am meisten geschätzten Speisefischen. Sein orangerosa bis dunkelrotes Fleisch ist reich an Omega-3-Fettsäuren sowie an Eiweiß. Er kann roh, gekocht, gebraten und geräuchert verzehrt werden. Sein durchscheinend orangefarbener Rogen kommt als „Lachskaviar“ oder „Ketakaviar“ in den Handel, vorzugsweise vom Ketalachs (Oncorhynchus keta), einer der fünf Pazifiklachsarten.
Der Zuchtlachs enthält je 100 Gramm rund 22,1 g Eiweiß und 12,4 g Fett, wobei der Anteil mehrfach ungesättigter Fettsäuren bei über 70 % liegt. Der Nährwert beträgt 862 kJ (206 kcal). Wie die meisten anderen Fischarten ist der Lachs reich an Vitamin B12 und Vitamin D. Daneben sind Vitamin B1, B3, B5 und B6 in größeren Mengen enthalten.
Lachs gehörte bis ins 20. Jahrhundert zu den teuren Fischarten. Im 17. Jahrhundert stieg wiederholt die Menge der gefangenen Lachse an und entsprechend schwankte der Preis. So entstanden die völlig abwegigen, aber in verschiedenen Orten verbreiteten Legenden, nach denen Dienstboten dagegen protestiert haben sollen, vom Dienstherrn zu oft mit Lachs verköstigt worden zu sein, oder gar behördliche oder gesetzliche Regelungen in Hinblick hierauf existierten. Trotz intensiver Forschungen haben sich Belege dafür nicht finden lassen. Im deutschen Sprachgebrauch bezeichnete Salm den flussaufwärts schwimmenden Fisch mit rötlichem und wohlriechenderem Fleisch, wovon kulturgeschichtlich Häusernamen, z. B. in Basel „Zum Roten Salmen“ oder „Zum Kleinen Salmen“, oder Straßennamen, wie in Spay „Salmgasse“, Zeugnis ablegen. Seit Anfang des 20. Jahrhunderts begannen sich die Verhältnisse zu ändern – durch Überfischung, Gewässerverschmutzung und die Errichtung künstlicher Wasserbauten, die den Lachsen die Wanderung zu den Laichplätzen erschwerte bzw. teilweise unmöglich machte, wurde Lachs knapp und zunehmend als Delikatesse betrachtet.
Ostseelachs, eine Unterart des Atlantischen Lachses, hat deutlich helleres Fleisch, da er sich überwiegend von Heringen, Sprotten und Brislingen ernährt.
Durch den Verzehr von Räucherlachs und gebeizten Lachsprodukten kam es in Europa in jüngerer Zeit immer wieder zu einzelnen Listeriose-Ausbrüchen.

### Unterschiede Aquakultur und Wildfang
Die Farbintensität unterscheidet sich zwischen Atlantischen Lachsen aus Aquakultur und solchen aus Wildfang. In einer sensorischen Analyse wurde der Wildlachs als dunkler, farbkräftiger und weniger gelblich als der Lachs aus Aquakultur empfunden. Instrumentelle Farbanalysen konnten jedoch keine Farbunterschiede feststellen. Beim Silberlachs ergaben Vergleiche, dass der Wildlachs eine konsistent dunkelrote Farbe aufweist, während der Silberlachs aus Aquakultur gelblicher erscheint. Damit das Fleisch von Zuchtlachsen auch seine markante Farbe erhält, wird dem Fischmehl der Farbstoff Astaxanthin (E 161j) beigemengt. Ohne diesen Zusatzstoff hat das Fleisch eine graue Färbung. Zwar nehmen auch Wildlachse mit ihrer natürlichen Nahrung Astaxanthin auf, jedoch in weitaus geringeren Mengen. Studien kamen dabei zu dem Schluss, dass Konsumenten die lachstypische, aber künstlich beigemengte Färbung als Qualitätsmerkmal interpretieren und für rötlicheren Lachs mehr Geld zu bezahlen bereit sind. Sie folgerten deshalb, dass Lachs ohne künstliche Färbung weitaus schwieriger zu vermarkten ist.

### Weitere gastronomische Begriffe
Echter Lachs zählt gastronomisch zu den Fettfischen,  da ihr Muskelgewebe mehr als 10 Prozent Fett enthält. Stremellachs und Graved Lachs sind spezielle Zubereitungsarten von Lachs. 
Der Begriff Lachs ist  in der Gastronomie positiv besetzt und wird auch häufig für Fischspeisen verwendet, die optisch oder geschmacklich verwandt sind.
- Lachsforellen sind Regenbogenforellen aus der Zucht, die über Farbstoffe im Futter eine lachsrote Farbe erhalten.
- Seelachs (Köhler) und Alaska-Seelachs (Pazifischer Pollack) sind Dorscharten. Aus ihnen wird neben anderen Zubereitungen auch sogenannter Lachsersatz hergestellt.

## Trivia
2022 wurde auf dem Hardangerfjord unweit von Rosendal eine der größten begehbaren schwimmenden Kunstinstallationen der Welt eröffnet, das Salmon Eye.

## Etymologie
Zur Etymologie des Wortes Lachs und zur Bedeutung der indoeuropäischen Lachswörter für die Sprachwissenschaft siehe Lachsargument.

## Belege
1. ↑  Osmoregulierer passen sich an: Die letzte Reise der Lachse – NOZ, am 24. Januar 2014; auch mit: „Bei der „Smoltifizierung“ stellt sich der Körper der Lachse auf den Wechsel von Salz- auf Süßwasser ein.“
2. ↑  Atlantischer Lachs – bei Wanderfische.de; ebenda u. a. auch mit: Smoltifizierung; siehe auch zugehörige Übersetzungen oder (in diesem Fall hier) nur die Entlehnungen im Dict.cc unter smoltification und Weiteres im englischsprachigen Wikiwörterbuch unter wikt:en:smoltification (wörtlich also „[die] Verlachsung“, siehe auch im Dict.cc unter smolt u. a. mit den Übersetzungen „[Atlantischer] Lachs“ und „Junglachs“)
3. ↑  K. M. Nichols, u. a.(2008). The genetic basis of smoltification-related traits in Oncorhynchus mykiss (englisch); Genetics 179(3): 1559–1575. doi:10.1534/genetics.107.084251
4. ↑  Verzeichnis der Handelsbezeichnungen für Erzeugnisse der Fischerei und Aquakultur
5. ↑  FAQs - Alpenlachs
6. ↑  hierzu werden allgemein die Bachforelle (Salmo trutta fario), die Atlantische Meerforelle (Salmo trutta trutta), die Schwarzmeerforelle (Salmo trutta labrax), die Kaspische Forelle (Salmo trutta caspius), die Mittelmeer-Bachforelle (Salmo trutta macrostigma) sowie die Anatolischer Forelle (Salmo platycephalus) gezählt; jedoch ist diese Klassifizierung mancher Arten als Unterarten der „Forelle (Salmo trutta)“ umstritten - so werden die Mittelmeer-Bachforelle bzw. Korsikaforelle als Salmo cettii, die Schwarzmeerforelle als Salmo labrax und die Anatolischer Forelle als Salmo platycephalus sowie die Kaspische Forelle als Salmo caspius und die Terek-Forelle (Kaspischer Lachs) als Salmo ciscaucasicus als eigenständige Salmo-Arten betrachtet
7. ↑  die Bachforelle wird auch Flussforelle, Bergforelle oder Fario genannt, die kleinwüchsige Bachforellen in nahrungsarmen Gewässern werden als Steinforellen bezeichnet
8. ↑  weitere „pazifische Forelllen“: die Goldforelle (Oncorhynchus aguabonita), die Apacheforelle (Oncorhynchus apache), die Gila-Forelle (Oncorhynchus gilae), die Mexikanische Goldforelle (Oncorhynchus chrysogaster), die Kunimasu (Oncorhynchus kawamurae) und die Biwa-Forelle (Oncorhynchus rhodurus) - wobei die „Biwa-Forelle“ als Oncorhynchus masou rhodurus oft als Unterart des „Masu-Lachs“ angesehen wird und die „Kunimasu“ früher als Unterart des „Rotlachs“ gruppiert und daher als Oncorhynchus nerka kawamurae bezeichnet wurde
9. ↑  SPIEGEL.tv, "Vom Lachs zum Fingerfood" (video), 5. Oktober 2011.
10. ↑  Maurice Kottelat & Jörg Freyhof: Handbook of European Freshwater Fishes. 2007, ISBN 978-2-8399-0298-4.
11. ↑  E. O. Wiley & G. David Johnson: A teleost classification based on monophyletic groups. S. 123–182 in Joseph S. Nelson, Hans-Peter Schultze & Mark V. H. Wilson: Origin and Phylogenetic Interrelationships of Teleosts. 2010, Verlag Dr. Friedrich Pfeil, München, ISBN 978-3-89937-107-9.
12. 1 2 3  L. A. Lecaudey, U. K. Schliewen, A. G. Osinov, E. B. Taylor, L. Bernatchez, St. J. Weiss: Inferring phylogenetic structure, hybridization and divergence times within Salmoninae (Teleostei: Salmonidae) using RAD-sequencing. In: Molecular Phylogenetics and Evolution. Band 124, 2018, S. 82–99 (Digitalisat).
13. ↑  deutschlandfunk.de: Naturschutz - Die Rückkehr der Wildlachse. Abgerufen am 13. Juni 2023.
14. ↑  Verbot für Fischer - Norwegen verbietet Fangen von Lachs in 33 Flüssen. In: srf.ch. 23. Juni 2024, abgerufen am 23. Juni 2024.
15. ↑  Referat Kommunikation und Öffentlichkeitsarbeit: Wiedereinbürgerung des Lachses - sachsen.de. Abgerufen am 25. Februar 2023.
16. ↑  deutschlandfunk.de: Naturschutz - Die Rückkehr der Wildlachse. Abgerufen am 13. Juni 2023.
17. ↑  deutschlandfunk.de: Naturschutz - Die Rückkehr der Wildlachse. Abgerufen am 13. Juni 2023.
18. ↑  Markus Hofmann: Der Lachs – auch eine Schweizer Spezialität. Der im letzten Jahrhundert ausgestorbene Fisch steht vor einer Rückkehr in die hiesigen Flüsse. in Neue Zürcher Zeitung vom 31. Dezember 2011, S. 13; mit Verweis auf: Marion Mertens u. a.: Der Lachs. Ein Fisch kehrt zurück, Haupt-Verlag, 2011, ISBN 978-3-258-07615-7.
19. ↑  Aargau Solothurn — Kanton Aargau bestätigt Lachsfund von Rheinfelden offiziell. SRF, 6. Februar 2013, abgerufen am 28. Juli 2022.
20. ↑  Rheinfelden — Erster Lachs seit den 50er-Jahren am Hochrhein aufgetaucht. In: aargauerzeitung.ch. 27. Mai 2012, abgerufen am 28. Juli 2022.
21. ↑  Wiederansiedlung - Die fittesten Lachse sollen das Überleben im Rhein sichern. SRF, 1. Januar 2021, abgerufen am 2. Januar 2021.
22. ↑  10 Jahre nach der «Sensation» — Rückkehr der Lachse in die Schweiz klappt immer noch nicht. SRF, 28. Juli 2022, abgerufen am 28. Juli 2022.
23. ↑  Erneut Lachs in Rhein bei Rheinfelden gesichtet. In: swissinfo.ch. 18. Juni 2012, abgerufen am 28. Juli 2022.
24. ↑  Die größten Naturschauspiele der Erde (2) – Die große Heimkehr (Memento vom 26. März 2010 im Internet Archive), 18. Januar 2010, im Ersten.
25. ↑  Table. In: globefish.org. Archiviert vom Original (nicht mehr online verfügbar) am 15. August 2014; abgerufen am 17. Januar 2017.
26. ↑  Wolfgang Luther: Die Wanderwege der Fische. In: Heini Hediger (Hrsg.): Die Straßen der Tiere (Die Wissenschaft. Sammlung von Einzeldarstellungen aus allen Gebieten der Naturwissenschaft, Band 125). Springer Wissenschaftsverlag, Wiesbaden 1967, ISBN 978-3-663-00331-1, S. 169–184 (hier: S. 183).
27. ↑  Diplomierter Ernährungstrainer Angermann Thomas: Unterschied zwischen (Zucht)-Lachs und Wildlachs. In: myfood | myfuture. 13. August 2019, abgerufen am 27. August 2019 (deutsch).
28. ↑  E. Waltz (2017). "First genetically engineered salmon sold in Canada." Nature 548(7666): 148. doi:10.1038/nature.2017.22116
29. ↑  USA: Doch noch Zulassung für gentechnisch veränderten Lachs? (Memento vom 4. Juli 2010 im Internet Archive) In: Transgen.de, 29. Juni 2010.
30. ↑  USA: Konflikte um Zulassung von gentechnisch veränderten Lachsen. (Memento vom 6. Dezember 2013 im Internet Archive) In: Transgen.de, 21. September 2010.
31. ↑  USA: Erste Zulassung eines genveränderten Tiers als Lebensmittel. Heise Online, 20. November 2015, abgerufen am 20. Mai 2016.
32. ↑  Zuchtlachs, Zusammensetzung und Nährwert. Abgerufen am 15. September 2021.
33. ↑  Zuchtlachs, Vitamingehalt. Abgerufen am 15. September 2021.
34. ↑  Klaus Schwarz: Der Weserlachs und die Bremischen Dienstboten. Zur Geschichte des Fischverbrauchs in Norddeutschland. In: Bremisches Jahrbuch 74/75, 1995/96, S. 134–173, auch digital; ders. Nochmals: Der Lachs und die Dienstboten. In: Bremisches Jahrbuch 77, 1998, S. 277–283, auch digital
35. ↑  Gert von Paczensky, Anna Dünnebier: Kulturgeschichte des Essens und Trinkens. Orbis, München 1999, ISBN 3-572-10047-X.
36. ↑  Epidemiologisches Bulletin 3/2021 (Memento vom 28. Januar 2021 im Internet Archive), RKI, 21. Januar 2021.
37. ↑  G. B. Olsson, M. Carlehög, M. Heide and Luten, J. (2007) Perception of Sensory Quality of Wild and Farmed Fish By Experts, Consumers, and Chefs Or Cooks in the Restaurant Sector, in Handbook of Meat, Poultry and Seafood Quality (ed L. M. L. Nollet), Blackwell Publishing, Ames, Iowa, USA. doi:10.1002/9780470277829.ch43.
38. ↑  FARBIMPULSE: Wie die Farbe in den (Zucht-)Lachs kommt vom 24. September 2008.
39. ↑  Frode Alfnes, Atle G. Guttormsen, Gro Steine, Kari Kolstad: Consumers’ Willingness to Pay for the Color of Salmon: A Choice Experiment with Real Economic Incentives.
40. ↑  Salmon Eye